# میمونت بوساکلا
میمونت بوساکلا (انگلیسی: Mimount Bousakla; ۲۴ مهٔ ۱۹۷۲ – ) سیاستمدار اهل بلژیک بود.